# Frenda

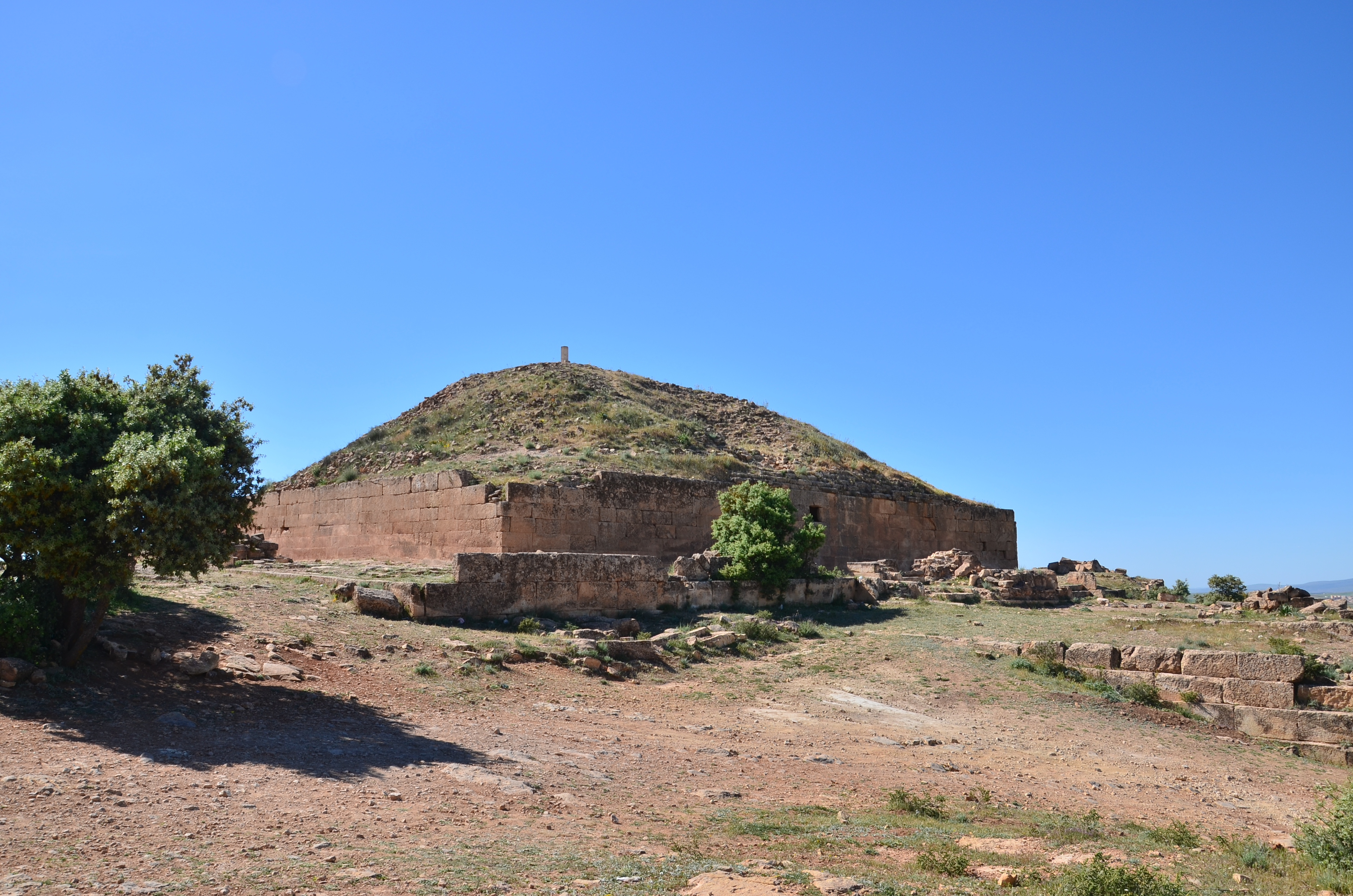
Jedar bei Frenda

Frenda (arabisch فرندة, tamazight ⴼⵔⴻⵏⴷⴰ) ist eine Stadt mit gut 50.000 Einwohnern in der Provinz Tiaret im Norden Algeriens.

## Lage und Klima
Die Stadt Frenda liegt in den Bergen des Saharaatlas in ca. 1080 m Höhe. Die Landeshauptstadt Algier ist ca. 320 km (Fahrtstrecke) in nordöstlicher Richtung entfernt; die Provinzhauptstadt Tiaret nur etwa 50 km. Das Klima ist halbwüstenartig; Regen (ca. 200 bis 300 mm/Jahr) fällt überwiegend im Winterhalbjahr.

## Wirtschaft
In der Umgebung der Stadt wird in geringem Umfang Ackerbau betrieben; Viehzucht (v. a. Schafe) spielt eine deutlich wichtigere Rolle. Ansonsten bietet die Stadt kleinere Gewerbebetriebe und Dienstleistungen aller Art (Schulen, Banken, medizinische Versorgung etc.)

## Geschichte
Die Gegend um Frenda war bereits in römischer Zeit besiedelt. Der jahrhundertelang die Gegend dominierende Berberstamm der Banu Ifran wanderte wohl erst im 5./6. Jahrhundert aus dem südlichen Tunesien ein; ihr Hauptort war das heutige Tlemcen. Außerhalb der größeren Orte lebten die Menschen teilweise als Nomaden und wohnten in natürlichen Felshöhlen. Wahrscheinlich im 5. Jahrhundert begann man mit dem Bau von steinernen Grabmonumenten (jedars), die noch heute zu den bedeutendsten historischen Monumenten Algeriens zählen.

## Sehenswürdigkeiten
- Einige Fels- und Wohnhöhlen sind in der Umgebung der Stadt erhalten.
- Auf einem Hügel (Djebel Lakhdar) ca. 20 km östlich der Stadt befinden sich drei Grabmonumente, von denen jedoch nur eines noch halbwegs gut erhalten ist. Alle haben einen quadratischen Grundriss und unterscheiden sich somit von den Rundbauten des Nordens (bazinas).[2]
- Beim Djebel Araoui, ca. 5 km südlich ersten Gruppe, befinden sich zehn weitere – allerdings weitgehend verfallenene – Bauten dieser Art.